# Ашкарян, Ефрем Абрамович
Ефрем Абрамович Ашкарян (1904 год, село Эшера, Сухумский округ, Российская империя — июнь 1982 года) — председатель колхоза имени Сталина Сухумского района Абхазской АССР, Грузинская ССР. Герой Социалистического Труда (1949).

## Биография
Родился в 1904 году в крестьянской семье в селе Эшера Сухумского округа Кутаисской губернии.
Со второй половины 1940-х годов — председатель колхоза имени Сталина Сухумского района.
В 1948 году колхоз собрал с каждого гектара в среднем по 17,3 центнеров листьев табака сорта «Самсун № 27» на участке площадью 13 гектаров. Указом Президиума Верховного Совета СССР от 3 мая 1949 года «за получение высоких урожаев кукурузы и табака в 1948 году» удостоен звания Героя Социалистического Труда с вручением ордена Ленина и золотой медали «Серп и Молот».
Этим же указом званием Героя Социалистического Труда были награждены табаководы колхоза Иона Бегларович Дарцмелия, Андроник Тигранович Ашкарян, Андроник Акопович Карагозян и Аведис Егиевич Томасян.
После выхода на пенсию проживал в селе Эшера.
Скончался в июне 1982 года.